# Edson José Oriolo dos Santos
Edson José Oriolo dos Santos (* 18. September 1964 in Itajubá, Minas Gerais, Brasilien) ist ein brasilianischer Geistlicher und römisch-katholischer Bischof von Leopoldina.

Wappen von Edson José Oriolo dos Santos.

## Leben
Edson José Oriolo dos Santos empfing am 5. Mai 1990 das Sakrament der Priesterweihe für das Erzbistum Pouso Alegre.
Am 15. April 2015 ernannte ihn Papst Franziskus zum Titularbischof von Segia und bestellte ihn zum Weihbischof in Belo Horizonte. Der Erzbischof von Diamantina, João Bosco Oliver de Faria, spendete ihm am 11. Juli desselben Jahres die Bischofsweihe; Mitkonsekratoren waren der Erzbischof von Belo Horizonte, Walmor Oliveira de Azevedo, und der Erzbischof von Pouso Alegre, José Luiz Majella Delgado CSsR.
Am 30. Oktober 2019 ernannte ihn Papst Franziskus zum Bischof von Leopoldina. Die Amtseinführung fand am 25. Januar des folgenden Jahres statt.